# آسیا داغر
آسیا داغر (عربی: آسيا داغر؛ ۶ مارس ۱۹۰۸ – ۱۲ ژانویهٔ ۱۹۸۶) هنرپیشه اهل مصر بود.